# Chamaesaura
Chamaesaura är ett släkte av ödlor. Chamaesaura ingår i familjen gördelsvansar.
Kladogram enligt Catalogue of Life:
| Chamaesaura | \| \| Chamaesaura aenea \| \| \| \| \| \| Chamaesaura anguina \| \| \| \| \| \| Chamaesaura macrolepis \| \| \| \| |
|             | \| \| Chamaesaura aenea \| \| \| \| \| \| Chamaesaura anguina \| \| \| \| \| \| Chamaesaura macrolepis \| \| \| \| |
|             | Cordylus |
|             | |
|             | Platysaurus |
|             | |
|             | Pseudocordylus |
|             | |
|             | Chamaesaura aenea                                                                                                  |
|             | |
|             | Chamaesaura anguina                                                                                                |
|             | |
|             | Chamaesaura macrolepis                                                                                             |
|             | |

|  | Chamaesaura aenea      |
|  |                        |
|  | Chamaesaura anguina    |
|  |                        |
|  | Chamaesaura macrolepis |
|  |                        |